# Dominique Issermann
Pour les articles homonymes, voir Issermann.
Dominique Issermann, née le 11 avril 1947 à Paris, est une photographe française, travaillant principalement dans la mode et la publicité. Elle est également réalisatrice de clips.

## Biographie
Dominique Issermann travaille en Italie de 1969 à 1972 avec Daniel Cohn-Bendit et sur le film de Jean-Luc Godard Vent d’Est. Elle réalise ensuite deux longs métrages avec Marc’O Tamaout et Elettra.
En 1973, de retour à Paris, elle réalise une série de reportages, textes et photos, pour le magazine Zoom sur des tournages de films comme Casanova de Federico Fellini et Novecento (1900) de Bernardo Bertolucci. 
Elle devient la photographe de personnalités du cinéma, de la littérature, ou du show business comme Isabelle Adjani, Gérard Depardieu, Catherine Deneuve, Fanny Ardant, Serge Gainsbourg, Jane Birkin, Yannick Noah, Vanessa Paradis, Isabella Rossellini, Marguerite Duras, Balthus et tant d’autres.
Dominique Issermann a été élue membre de l’Académie des Beaux-Arts (Institut de France), le 23 juin 2021, dans la section Photographie, où elle succède à Bruno Barbey. Elle est la première femme à rejoindre la section photographie de l'Académie, aux côtés de Yann Arthus-Bertrand, Sebastião Salgado et Jean Gaumy,.
Le 27 février 2023, La Poste émet un timbre de la série artistique illustré par une photo de Dominique Issermann, dixit « C’est la première page du livre que j’ai réalisé avec Laetitia Casta dans les Thermes de Vals, bâtis en Suisse par Peter Zumthor ». 

### Photographe de mode
En 1974, elle découvre la photo de mode au « hasard » d’un concours dont elle remporte le premier prix. Grâce à cette photo, elle entame une collaboration régulière avec le magazine 20 ans, puis avec les agences Rapho et Sygma.
Dominique Issermann couvre la révolution des Œillets au Portugal en 1974 pour le magazine américain Time, mais son travail s’oriente désormais vers la mode et la publicité.

### Photographe publicitaire
Sonia Rykiel, la première, en 1979 lui confie ses campagnes publicitaires pendant plus de dix ans. Suivront ensuite Maud Frizon, Christian Dior, Nina Ricci, Yves Saint Laurent, Emporio Armani, Claude Montana, Robert Clergerie, pour les principaux. Elle est sollicitée par la maison Dior pour plusieurs portraits du couturier Marc Bohan, puis pour la conception d’une identité visuelle des différentes lignes de la marque[source secondaire nécessaire]. Les premières photos au château de Maisons-Laffitte reprennent tous les symboles de la haute couture et de la maison.
Elle réalise les images de marque des parfumeurs, Nina de Nina Ricci, Arpège de Lanvin, Champagne d’Yves Saint Laurent, Eau sauvage, Dune et Dolce Vita de Dior, Herrera for Men de Carolina Herrera, So Pretty de Cartier, le parfum Tiffany, Kenzo pour Homme , Carole Bouquet, Coco Mademoiselle avec Kate Moss puis Keira Knightley. 
Parallèlement à sa carrière de photographe, Dominique Issermann réalise des clips pour Patricia Kaas (Les Hommes qui passent), Catherine Deneuve (Toi jamais, issu de la bande originale du film Huit Femmes), Renaud (Cœur perdu), Jean-Louis Aubert (Lorsqu’il faudra et Voilà ce sera toi) et Izia (La Vague). Elle réalise pour Leonard Cohen Dance Me et First We Take Manhattan, et avec son seul iPhone les douze clips pour l’album Old Ideas. Elle signe des pochettes d’albums pour Nick Cave and the Bad Seeds Push the sky away, pour Mylène Farmer Avant que l’ombre au château de Millemont dans les Yvelines, pour Céline Dion et quelques-unes pour Leonard Cohen.
Son premier livre de photographies Anne Rohart est publié en 1987 par les éditions Schirmer Mosel. Il est consacré à la mannequin égérie de Sonia Rykiel.
Plus tard, elle publie le livre Laetitia Casta aux éditions Xavier Barral, un livre qui met en scène le mannequin à Vals, dans les Thermes construits par l'architecte Peter Zumthor en Suisse.
En 2004, elle est la première femme invitée à participer au célèbre Album pour la liberté de la presse, édité par Reporters sans Frontières. Elle succède à Henri Cartier-Bresson, Edouard Boubat, Marc Riboud, Robert Doisneau, Willy Ronis, William Klein, Helmut Newton entre autres.
Elle réalise un film expérimental pour le musée Vitraria de Venise avec Laetitia Casta sur une musique de Thom Willems.
Le Fonds national d'art contemporain fait l’acquisition de dix tirages photographiques, faisant ainsi entrer son travail dans les collections publiques.

### Vie privée
De 1982 à 1987, elle fut la compagne de Leonard Cohen.

## Distinctions

### Récompenses
- 1988 : Lauréate de l’Oscar de la photo de mode[31]
- 1997 : Trophée des femmes en or

### Décorations
- Chevalière de la Légion d'honneur 14 juillet 2019[32].
- Commandeure de l'ordre des Arts et des Lettres par l’arrêté du 31 août 2018[33].
- Chevalière de l'ordre national du Mérite par décret du 14 mai 1998 pour ses 29 ans d'activités professionnelles[34].

## Publications

### Livres collectifs
- 3 Jours en France
- Frauen sehen Frauen, Ed.Schirmer & Mosel
- Balthus, Ed. Assouline
- Fashion Fantasy, 1998
- Sonia Rykiel, Ed. Herscher 1985
- Chanel, J. Helleu, Ed. de la Martinière
- adja, Ed Shirmer & Mosel

### Livres monographiques
- Anne Rohart, éditions Schirmer & Mosel, 1987
- The Masters, vol. 3, 2002
- The Timeless Book, éditions Victoria’s, 2003
- Pour la liberté de la presse, Reporters sans Frontières, 2004
- Sonia Rykiel, éditions Musée des arts décoratifs, 2008
- Laetitia Casta, éditions Xavier Barral, 72 p., 2012

## Expositions

### Expositions collectives
- 1988 : The Art of Persuasion, ICP, New York
- 1988 : Portrait d’une femme, Palais de Tokyo, Paris
- 1988 : Musée des arts décoratifs, Paris
- 1990 : La Mode à travers la photographie, Villa Noailles
- 1993 : Yves Saint Laurent, Musée de la mode, Marseille
- 2000 : Les Roches noires, Musée Montebello, Trouville
- 2001 : La Femme et l’Enfant, Musée Galliera, Paris
- 2002 : Anthologie of Elegance, Kunst Museum, Berlin[Quoi ?]
- 2003 : Wild Fashion Untamed, Metropolitan Museum of Art, New York
- 2004 : The Snap Cardigan, Space Gallery , Pékin
- 2008-2009 : Serge Gainsbourg, Cité de la musique, Paris

### Expositions personnelles monographiques
- 1986 : Château de Maisons, Maisons-Laffitte
- 1987 : Rencontres internationales de la photographie, Arles
- 1996 : Espace des Arts, Chalons
- 1996 : Rizzoli, New York
- 2006 : Rencontres internationales de la photographie, Arles Elle est l’invitée du photographe Raymond Depardon , directeur artistique des Rencontres pour l’édition 2006. Elle est un de ses « compagnons de route » qu’il présente à Arles.
- 2008-2009 : Sonia Rykiel, Musée des arts décoratifs, Paris
- 2009 : Marc Bohan, Musée Christian-Dior, Granville

## Médias
Participation à de nombreuses émissions de télévision et de radio, dont les plus importantes sont :
- Dominique Issermann, photographe, durée 1 h , Paris Première
- Dominique Issermann, un regard, durée 1 h, Paul Amar
- Dominique Issermann, Ombre et Lumière, durée 1 h, Philippe Labro
- Entretien avec José Arthur, durée 50 min
- Photographe pour le combat de la beauté, durée 1 h, Radio France internationale

## Commentaire
« […] Dominique Issermann a peut-être signé les plus beaux portraits de Catherine Deneuve, de Fanny Ardant ou d’Isabelle Adjani : en faisant de la pâleur, un système émotionnel, en laissant affluer, comme le firent les peintres de la Renaissance, ou les anatomistes, le riche tissu nerveux, en rendant rare le moindre centimètre de peau dévoilée. »

— Hervé Guibert, dans le no 4 du magazine Femme (1985)

### Filmographie
- Les Trois Regards de Dominique Issermann réalisé par Fabienne Servan-Schreiber, durée 90 min.
- Portrait de Dominique Issermann, film 35 mm réalisé par Benoît Jacquot, durée 30 min, produit par l’Institut national d'audiovisuel, 1987.